# حمله ۲۰۱۸ لیژ
حمله ۲۰۱۸ لیژ (انگلیسی: 2018 Liège attack) روز ۲۹ مه حمله با چاقو توسط یک مرد رخ داد. بنجامین هرمن یک زندانی که موقتاً آزاد شده بود، در شهر لیژ، بلژیک دو زن پلیس را با ضربه چاقو خلع سلاح کرده و با بکارگیری سلاح‌های آن‌ها اقدام به شلیک و کشتن آن‌ها و شهروندان می‌کند. این مرد مسلح یک زن را قبل از این‌که توسط پلیس کشته شود به گروگان می‌گیرد.
دادستان بلژیک اظهار داشت، آن‌ها این عملیات را کشتار تروریستی می‌نامند.